# Nonstop (musikgrupp)
För andra betydelser av sökorden Nonstop och Non stop, se Non stop.
Nonstop är ett tjejband från Portugal. De medverkade i Eurovision Song Contest 2006 i Aten.